# Detritus (x)
Grupo musical formado en Gijón, España en 1993. Participaron en varios recopilatorios de la compañía Astro, quien editó su único CD en 1998. 
Algunos medios de comunicación los incluyeron dentro del llamado Xixón Sound.

## Álbum
- Detritus (x) (Astro Discos, 1998). Grabado en noviembre de 1997 en el estudio ODDS de Gijón. Producido por Paco Martínez, conocido como Paco Loco.

## Participaciones en recopilatorios
- “Superdisco Chino”, en Canciones del cine español, 1896-1996 (Astro Discos, 1996).
- “Xeras nº1” en Puxa (Wako Records, 1996).